# Dwa Plus Jeden
A Dwa Plus Jeden (2+1 illetve 2 plus 1-ként is jelölik) egy lengyel popzenei trió, 1971-ben alakultak.

## Tagok
- Elżbieta Dmoch - ének, fuvola
- Janusz Kruk - gitár, ének
- Andrzej Rybińskiego - gitár

## Lemezeik
- Nowy Wspaniały Świat (1972)
- Wyspa Dzieci (1975)
- Aktor (1977)
- Teatr Na Drodze (1978)
- Irlandzki Tancerz (1979)
- Easy Come, Easy Go (1980)
- Warsaw Nights (1981)
- Bez Limitu (1983)
- Video (1985)
- Greatest Hits Live (1987)
- Antidotum (1989)
- Greatest Hits Vol. 2 (1991)
- 21 Greatest Hits (1996)
- Gold (1998)
- Złote Przeboje (1999)
- Wielki Mały Człowiek (2000)
- Perły - Windą Do Nieba (2003)
- Wielki Mały Człowiek - The Best Of (2004)
- Złota Kolekcja (2006)
- XXI Wiek (2007)